# Hans Daniel Sailer

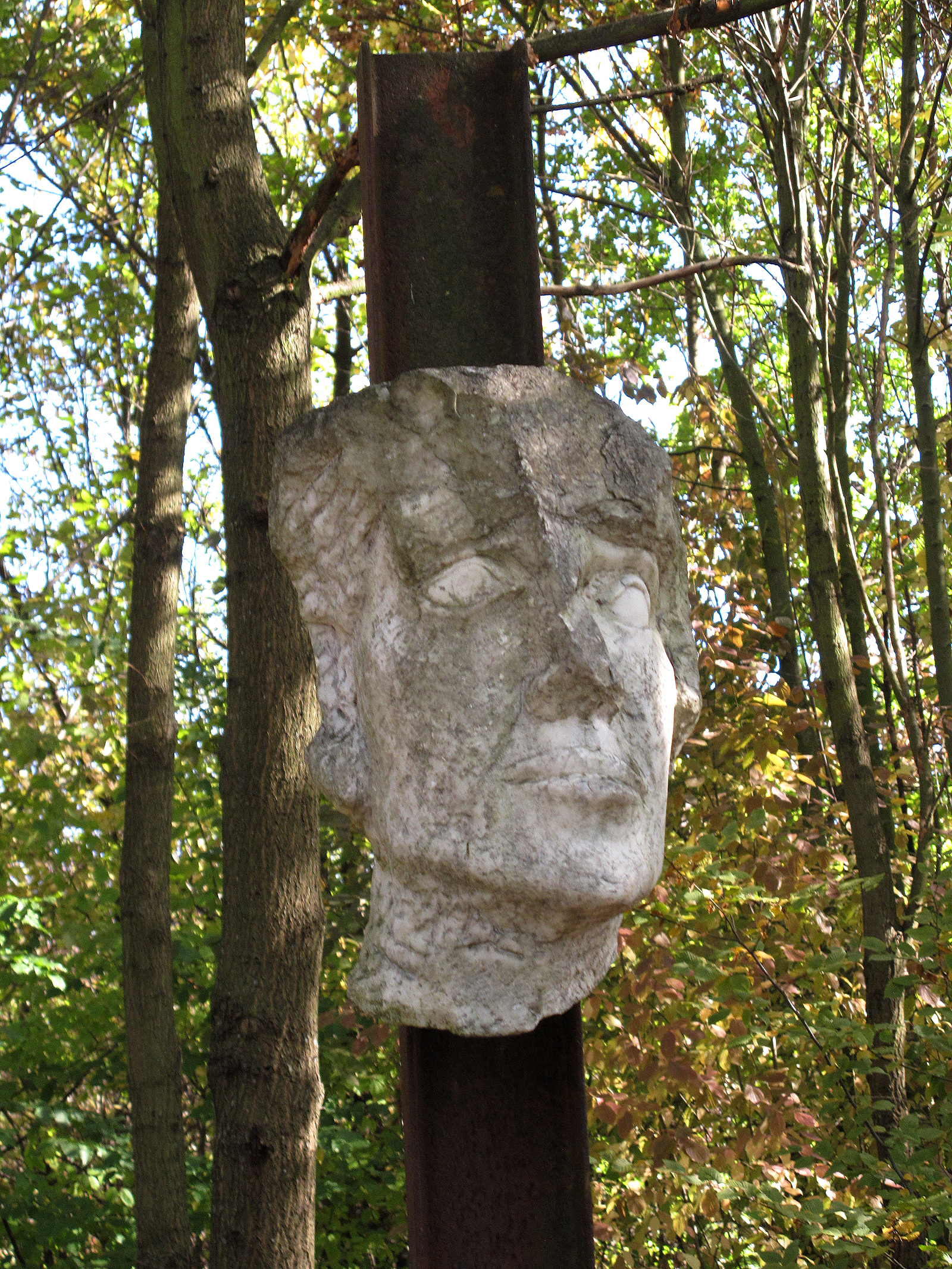
Kopfstudie, Friedensmahnmal, Leonberg

Hans Daniel Sailer (* 1948 in Höfingen; † 28. Dezember 2021) war ein deutscher Bildhauer und Maler.

## Leben und Werk
Sailer studierte von 1969 bis 1977 bei den Professoren K.R.H. Sonderborg und Alfred Hrdlicka an der Staatlichen Akademie der Bildenden Künste Stuttgart. Anschließend war er bis 1980 Stipendiat der Studienstiftung des Deutschen Volkes. Von 1978 bis 1987 hielt sich Sailer häufig in Italien auf. Von 1983 bis 1984 unterrichtete er in Vertretung von Alfred Hrdlicka an der Akademie in Stuttgart und von 1986 bis 1989 an der Hochschule der Künste Berlin. 1996 war er Gastprofessor an der Hochschule für Künste Bremen.
Der Künstler wohnte und arbeitete in Leonberg-Höfingen und auf dem Allenspacher Hof am Großen Heuberg bei Böttingen auf der Schwäbischen Alb. Er starb Ende 2021 an COVID-19.

## Einige Werke im öffentlichen Raum
- Paul-Ehrlich-Denkmal[1] (1982), Westendplatz in Frankfurt am Main
- Friedensmahnmal[2] – 9-teilig (1989/1991), Stadtpark in Leonberg – unter Mitwirkung von verschiedenen anderen Bildhauern
- Das Mythische Pferd (1989/2008), Skulpturen-Rundweg Köpfe am Korber Kopf in Korb

## Fotos (Auswahl)

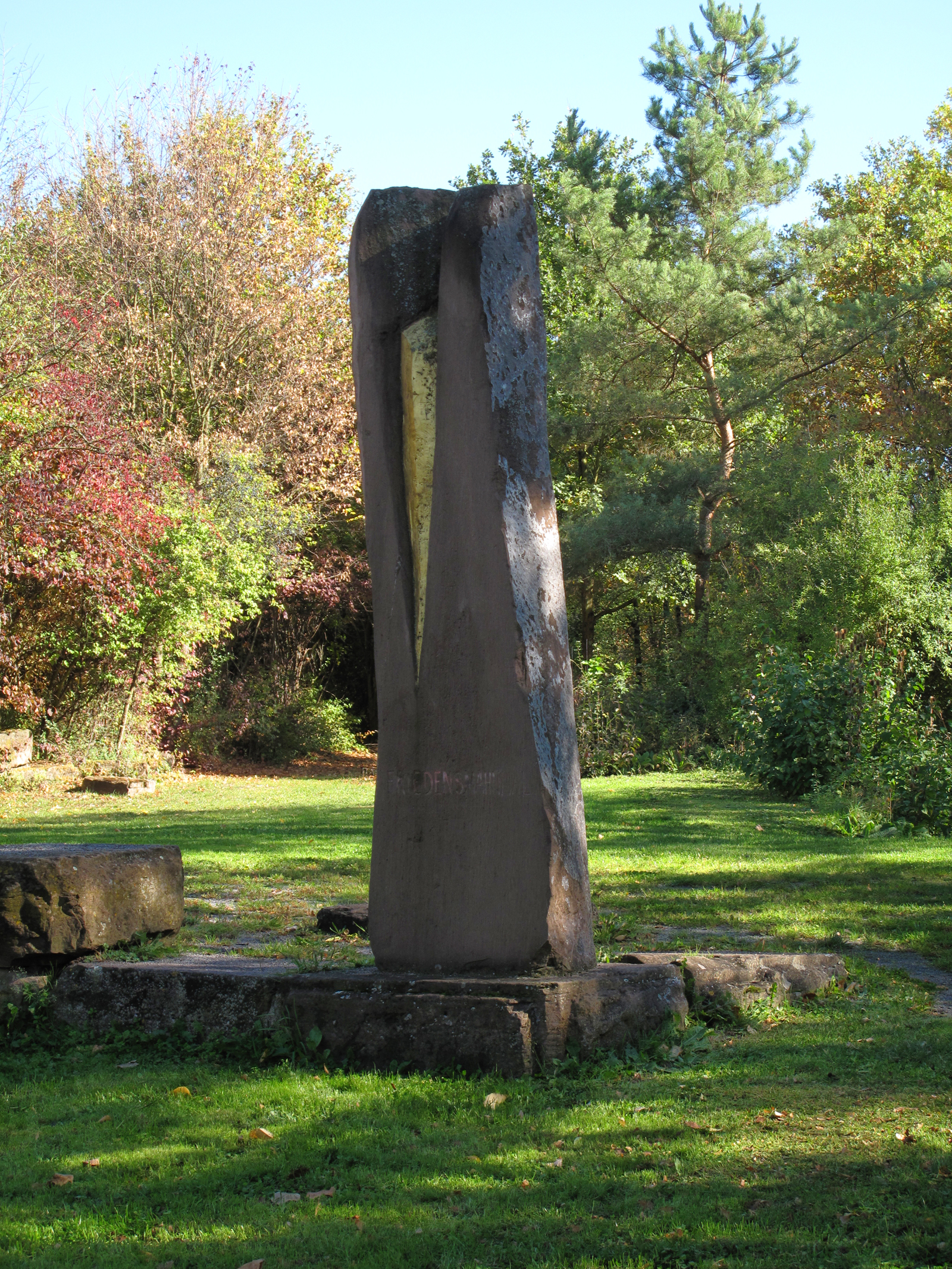
Stele, Friedensmahnmal, Stadtpark Leonberg
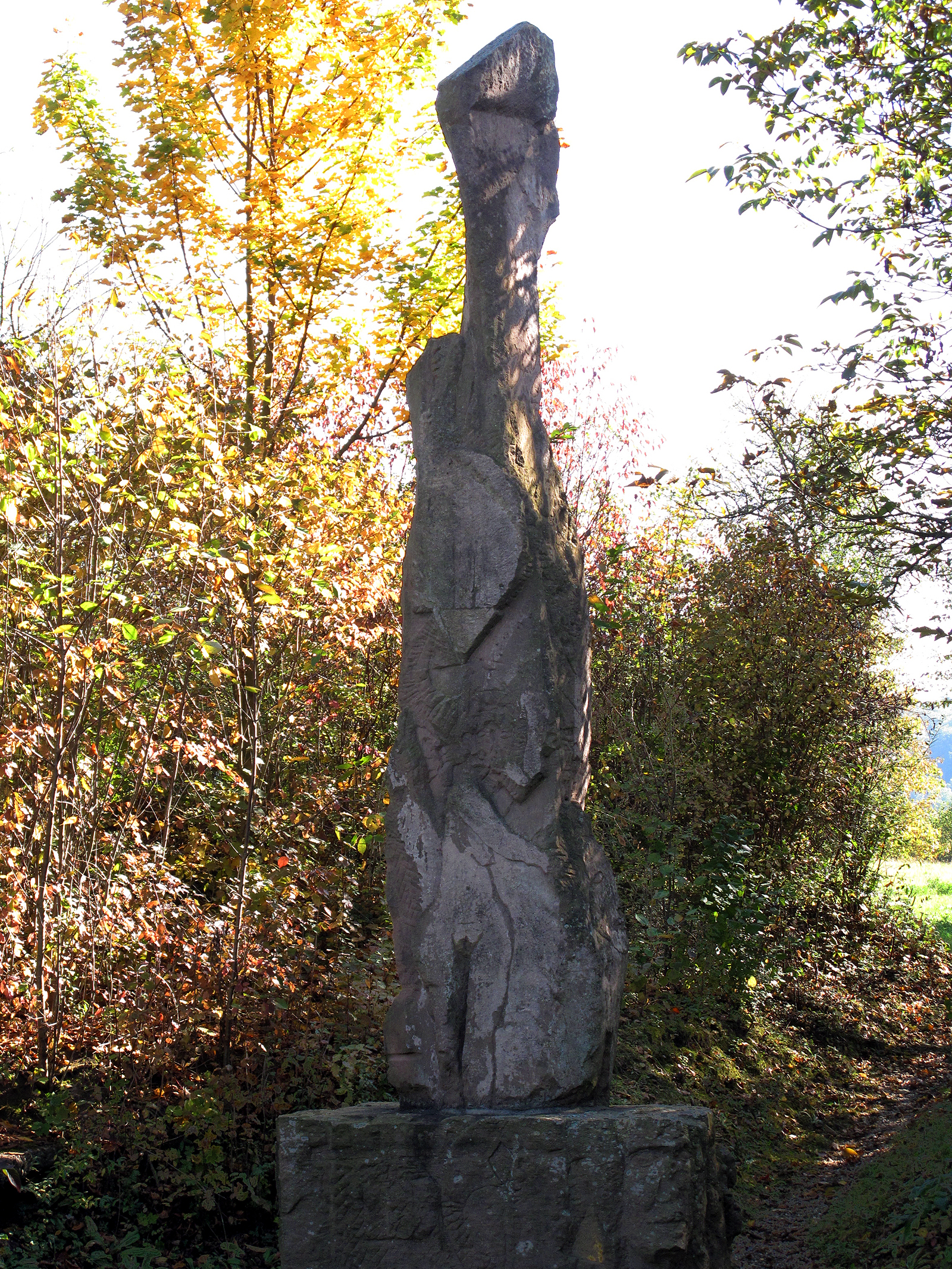
Obelisk, Friedensmahnmal, Stadtpark Leonberg